# Jesper Horsted
Jesper Horsted (Roseville, 27 febbraio 1997) è un giocatore di football americano statunitense che milita nel ruolo di tight end per i Carolina Panthers della National Football League (NFL). Horsted ha iniziato la sua carriera in NFL con i Chicago Bears nel 2019. Al college ha giocato per l'Università di Princeton.

## Carriera universitaria
Horsted ha cominciato a giocare a football alla Roseville Area High School per poi iscriversi nel 2015 all'Università di Princeton dove ha giocato per quattro stagioni come wide receiver per i Princeton Tigers che militano nella Ivy League della Divisione I della Football Championship Subdivision della NCAA. Durante la sua esperienza di giocatore al college è stato nominato membro del First Team All-Ivy League per due stagioni e al termine della sua carriera universitaria ha fissato il record della scuola per numero di ricezioni (196) e di touchdown su ricezione (28), risultando secondo per yard conquistate su ricezione (2.703). Nel suo periodo a Princeton Horsted fece anche parte, con ottimi risultati, della squadra di baseball dell'università.
| 2015   | Princeton | FCS Div. I | Ivy League | 6  | 0  | 2   | 17    | 8,5  | 11 | 0  | 0  | 0  | 0,0  | 0  | 0 | 0 | 0 |
| 2016   | Princeton | FCS Div. I | Ivy League | 9  | 0  | 30  | 413   | 14,4 | 48 | 1  | 2  | 11 | 5,5  | 6  | 0 | 0 | 0 |
| 2017   | Princeton | FCS Div. I | Ivy League | 10 | 10 | 92  | 1.226 | 13,3 | 88 | 14 | 8  | 2  | 0,3  | 9  | 0 | 0 | 0 |
| 2018   | Princeton | FCS Div. I | Ivy League | 10 | 8  | 72  | 1.047 | 14,5 | 81 | 13 | 2  | 22 | 11,0 | 19 | 2 | 0 | 0 |
| Totale | Totale    | Totale     | Totale     | 35 | 18 | 196 | 2.703 | 13,9 | 88 | 28 | 13 | 12 | 2,9  | 19 | 2 | 0 | 0 |

Fonte: Princeton Tigers
In grassetto i record personali.

## Carriera professionistica

### Chicago Bears
Horsted non fu scelto nel corso del Draft NFL 2019 così provò a proporsi nel ruolo di tight end. Il 13 maggio 2019 Horsted firmò come undrafted free agent per i Chicago Bears. Tagliato al termine del periodo di allenamento nella pre stagione, il 1º settembre 2019 rifirmò per la squadra di allenamento dei Bears. Il 20 novembre 2019 fu promosso nella squadra attiva.

#### Stagione 2019
Horsted debuttò nella NFL il 24 novembre 2019, alla settimana 12 nella vittoria 19—14 contro i New York Giants, facendo registrare una ricezione per 4 yard. La settimana successiva, contro i Detroit Lions giocò da titolare, causa infortuni dei compagni di squadra, segnando il suo primo touchdown con una ricezione di 18 yard su passaggio del quarterback Mitchell Trubisky. Il suo touchdown valse il pareggio ai Bears che poi andarono a vincere la gara per 24—20. Horsted concluse la sua stagione da rookie con 8 ricezioni per un totale di 87 yard e 1 touchdown in sei gare giocate.

#### Stagione 2020
Il 5 settembre 2020 Horsted fu rimosso dalla squadra attiva e poi, il giorno successivo, inserito nella squadra di allenamento. L'11 gennaio 2021 Horsted firmò coi Bears da riserva/contratto futuro e rimase per l'intera stagione nella squadra di allenamento.

#### Stagione 2021
Il 28 agosto 2021, nella partita finale della pre stagione dei Bears contro i Tennessee Titans vinta 24—20, Horsted segnò 3 touchdown su ricezione e si guadagnò così un posto nella squadra attiva per la stagione. Il 10 ottobre 2021, nella gara della settimana 5 contro i Las Vegas Raiders vinta per 20—9, Horsted segnò un touchdown su un passaggio da 2 yard di Justin Fields, il primo passaggio da touchdown in carriera per il rookie quarterback. Il 20 dicembre 2021, nella gara di settimana 15 contro i Minnesota Vikings persa 17—9, Horsted segnò l'unico touchdown dei Bears nell'ultima azione della partita con una ricezione da 19 yard. Il 22 dicembre 2021 Horsted fu inserito nella lista riserve/COVID-19 ritornando poi nella squadra attiva il 3 gennaio 2022.
L'8 marzo 2022 Horsted firmò un contratto di un anno coi Bears come exclusive-rights free agent.
L'11 maggio 2022 i Bears svincolarono Horsted a seguito di una designazione fisica fallita.

### Las Vegas Raiders
Il 7 giugno 2022 Horsted firmò da free agent con i Las Vegas Raiders.

#### Stagione 2022
Il 30 agosto 2022 Horsted fu inserito nel roster attivo iniziale della squadra e debuttò con i Raiders l'11 settembre 2022 nella gara di settimana 1 contro i Los Angeles Chargers persa per 24-19. Partito come terza riserva dietro al titolare Darren Waller e al veterano Foster Moreau, a partire dalla settimana 5 trovò maggiore spazio a causa dell'infortunio che tenne lontano Waller dai campi per un paio di mesi. Concluse la stagione con 15 presenze, nessuna da titolare, 3 ricezioni per 19 yard e un fumble forzato.

#### Stagione 2023
Il 10 marzo 2023 Horsted rifirmò per un altro anno con i Raiders. Il 28 dicembre 2023, dopo 13 presenze con otto snap offensivi giocati complessivamente, fu inserito in lista riserve/infortunati per un infortunio al tendine del ginocchio, concludendo anzitempo la stagione.

### New Orleans Saints
Il 14 giugno 2024 Horsted firmò con i New Orleans Saints. Il 3 agosto 2024 fu svincolato.

### Carolina Panthers
Il 5 agosto 2024 Horsted firmò con i Carolina Panthers.

## Statistiche

### Stagione regolare
| Stagione | Stagione | Stagione | Stagione | Ricezioni                 | Ricezioni                 | Ricezioni                 | Ricezioni                 | Ricezioni                 |     | Fumble | Fumble | Fumble |
| Anno     | Squadra  | P        | PT       | Ricezioni                 | Ricezioni                 | Ricezioni                 | Ricezioni                 | Ricezioni                 |     | Fumble | Fumble | Fumble |
| Anno     | Squadra  | P        | PT       | Ric                       | Yard                      | Media                     | Max                       | TD                        | Fum | Persi  | F.F.   |        |
| -------- | -------- | -------- | -------- | ------------------------- | ------------------------- | ------------------------- | ------------------------- | ------------------------- | --- | ------ | ------ | ------ |
| 2019     | CHI      | 6        | 1        | 8                         | 87                        | 10,9                      | 20                        | 1                         | 1   | 1      | 0      |        |
| 2020     | CHI      | 0        | 0        | in squadra di allenamento | in squadra di allenamento | in squadra di allenamento | in squadra di allenamento | in squadra di allenamento | —   | —      | —      |        |
| 2021     | CHI      | 7        | 0        | 2                         | 21                        | 10,5                      | 19                        | 2                         | 0   | 0      | 0      |        |
| 2022     | LV       | 15       | 0        | 3                         | 19                        | 6,3                       | 9                         | 0                         | 0   | 0      | 1      |        |
| 2023     | LV       | 13       | 0        | 1                         | 4                         | 4,0                       | 4                         | 0                         | 0   | 0      | 0      |        |
| Totale   | Totale   | 41       | 1        | 14                        | 131                       | 9,4                       | 20                        | 3                         | 1   | 1      | 1      |        |

Fonte: Football Database
In grassetto i record personali in carriera